# Renales Kolobom-Syndrom
Ein Renales Kolobom-Syndrom ist eine sehr seltene angeborene Erkrankung mit den Hauptmerkmalen Kolobome (oder Dysplasie des Sehnervens) kombiniert mit Dysplasie oder Hypoplasie der Nieren.
Synonyme sind:  Kolobome des Sehnervs – Nierenkrankheit; Nieren-Kolobom-Syndrom; Papillo-renales Syndrom, englisch Renal colobima syndrome; RCS
Die Erstbeschreibung erfolgte wohl durch den Augenarzt Gebhard Rieder im Jahre 1977. Im Jahre 1988 veröffentlichte der US-amerikanische Augenarzt R. Grey Weaver eine detaillierte Beschreibung des Syndromes.

## Verbreitung
Die Häufigkeit ist nicht bekannt, bislang wurde über weniger als 200 Patienten berichtet, die Vererbung erfolgt autosomal-dominant.

## Ursache
Der Erkrankung liegen bei etwa 50 % Mutationen im PAX2-Gen auf Chromosom 10 Genort q24.31 zugrunde.

## Klinische Erscheinungen
Klinische Kriterien sind:
- Sehnervendysplasie oder -kolobom, Augenveränderungen in 77 % mit verminderter Sehschärfe, eventuell Erblindung und Netzhautablösung
- Nierenhypo- oder -dysplasie in 92 %, häufig histologisch zahlenmäßig verringerte, aber vergrößerte Glomeruli (Oligomeganephronie) mit Bluthochdruck, Proteinurie, Niereninsuffizienz bis zum Nierenversagen

## Diagnose
Die Nierenveränderungen können bereits intrauterin mittels Feinultraschall, die Mutation auch humangenetisch nachgewiesen werden.

## Differentialdiagnose
Abzugrenzen sind andere Krankheitsbilder mit Kolobom und Nierenanomalien, insbesondere CHARGE-Syndrom und Joubert-Syndrom.